# Paul Dalglish

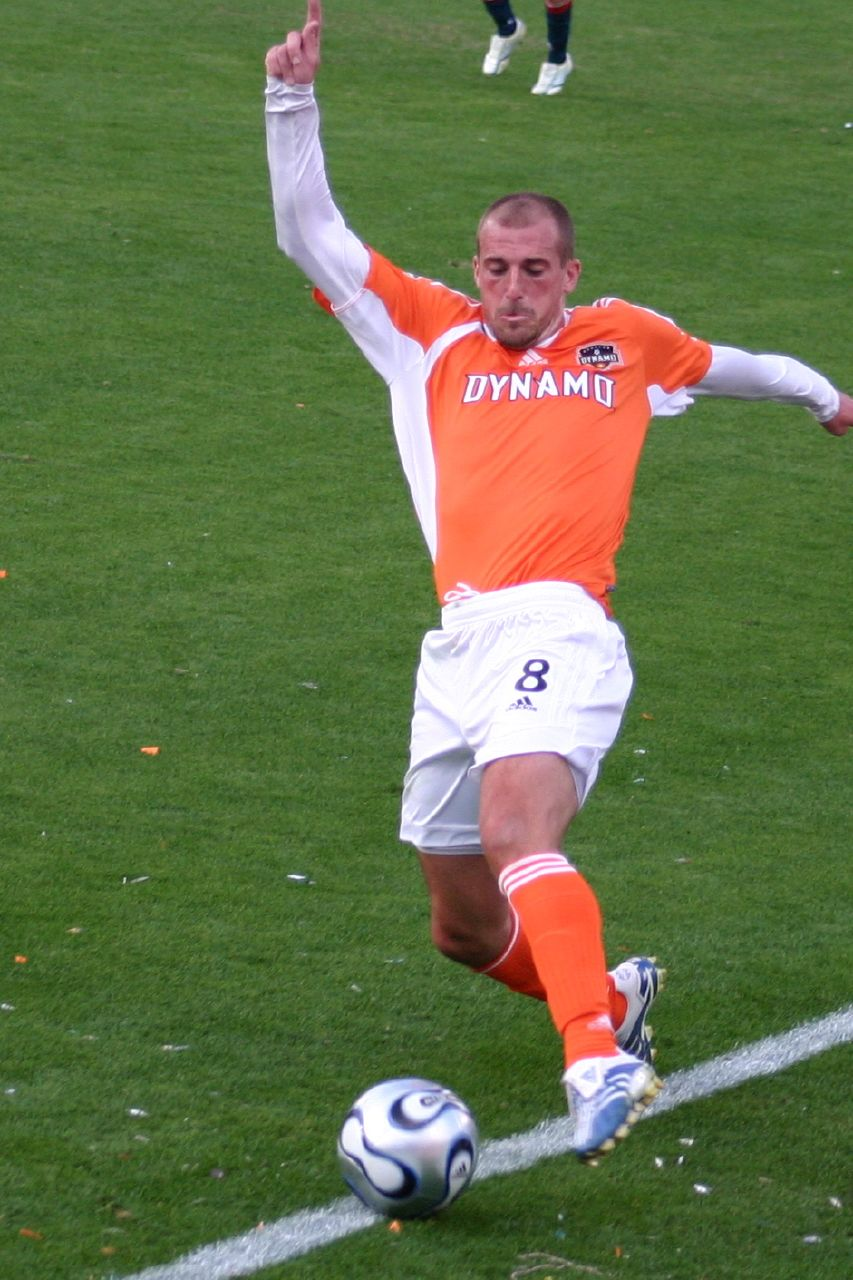
Paul Dalglish

Paul Kenneth Dalglish (Glasgow, 18 de fevereiro de 1977) é um ex-futebolista escocês. 

## Biografia
Filho do ex-jogador da Seleção da Escócia, Kenny Dalglish, fez quse toda a sua carreira na Escócia e na Inglaterra, passando, inclusive por grandes equipes como o Glasgow Celtic e o Liverpool. Teve também passagens pela Irlanda e Itália. Mas foi nos EUA onde obteve mais sucesso, na equipe Houston Dynamo, conquistando com essa equipe o bicampeonato da MLS Cup em 2006 e 2007. Em 2008, transferiu-se para equipe escocesa Kilmarnock, mas devido a uma série de contusões, decidiu encerrar a carreira de jogador. Trabalha atualmente para as divisões de base do Houston Dynamo e pretende iniciar a carreira de técnico de futebol.

### Seleção da Escócia
Jogou cinco partidas pela Seleção da Escócia sub-21 em 1999-2000 e marcou três gols.  

## Equipes
- Glasgow Celtic: 1995-1996
- Liverpool:1996-1997
- Newcastle United:1997-1999
- Bury: 1998-1999
- Norwich City: 1999-2002
- Wigan Athletic: 2001-2002
- Blackpool: 2002-2003
- Scunthorpe United: 2003
- Linfield: 2003
- Modena: 2004-2005
- Livingston: 2005-2006
- Hibernian: 2006
- Houston Dynamo: 2006-2007
- Kilmarnock: 2008

## Títulos
- Glasgow Celtic: Copa da Escócia - 1995
- Houston Dynamo: MLS Cup - 2006, 2007